# Rolandsstod

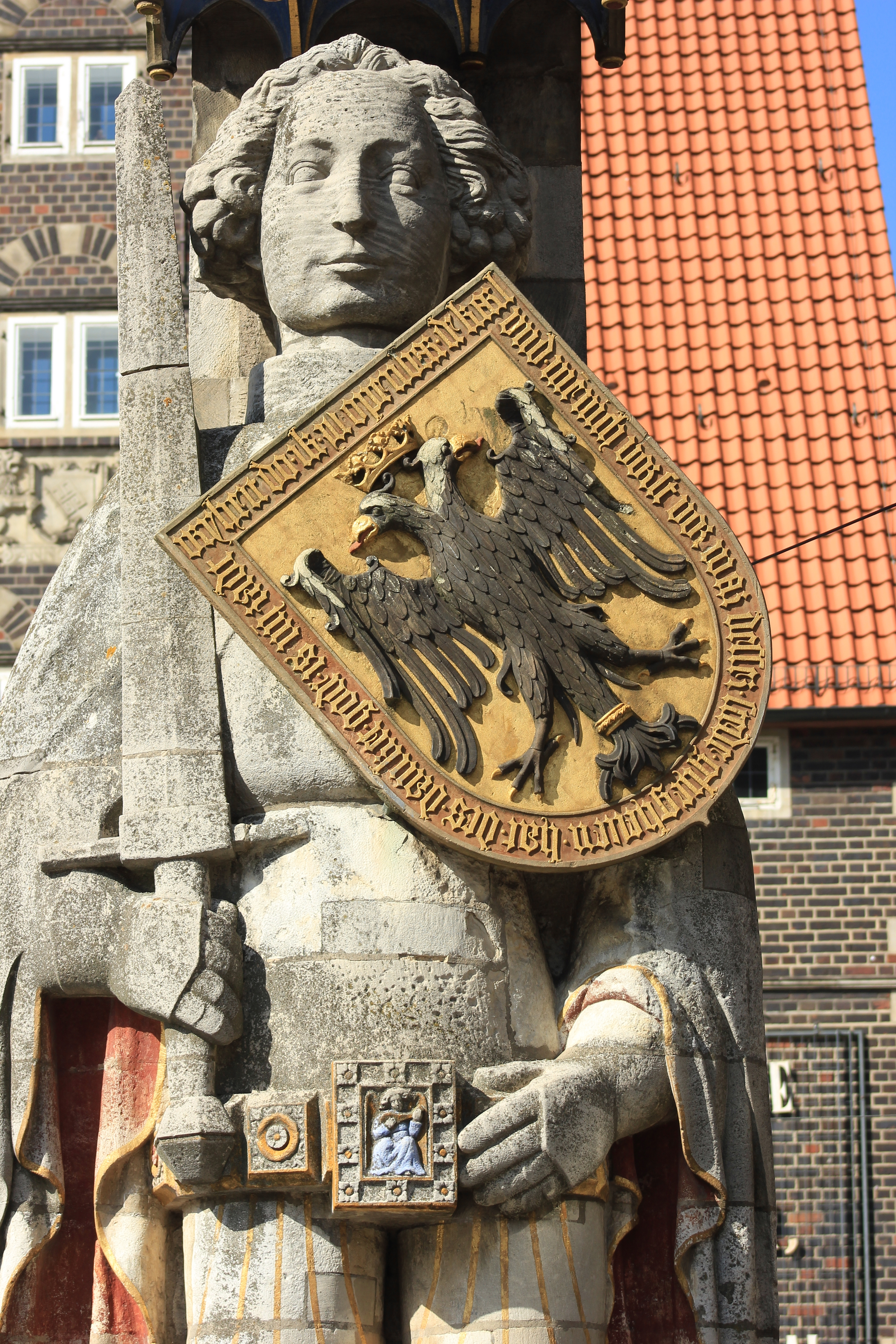
Rolandstaty i Bremen, rest 1404.

Rolandsstod är en skulptur i trä eller sten av en riddare med svärd mot skuldran, som förekommer särskilt i tyska medeltidsstäder. Den är ofta överdimensionerad, i allmänhet placerad på torget framför rådshuset och anses symbolisera stadens rättsväsen. Namnet kommer av hjälten Roland, men annars är dess ursprung är dunkelt och omtvistat.
I Sverige har sådana statyer funnits bland annat i Skänninge, Ture Lång, och Visby. Kopparmatte i Stockholm företräder samma symbolik.

## Historik

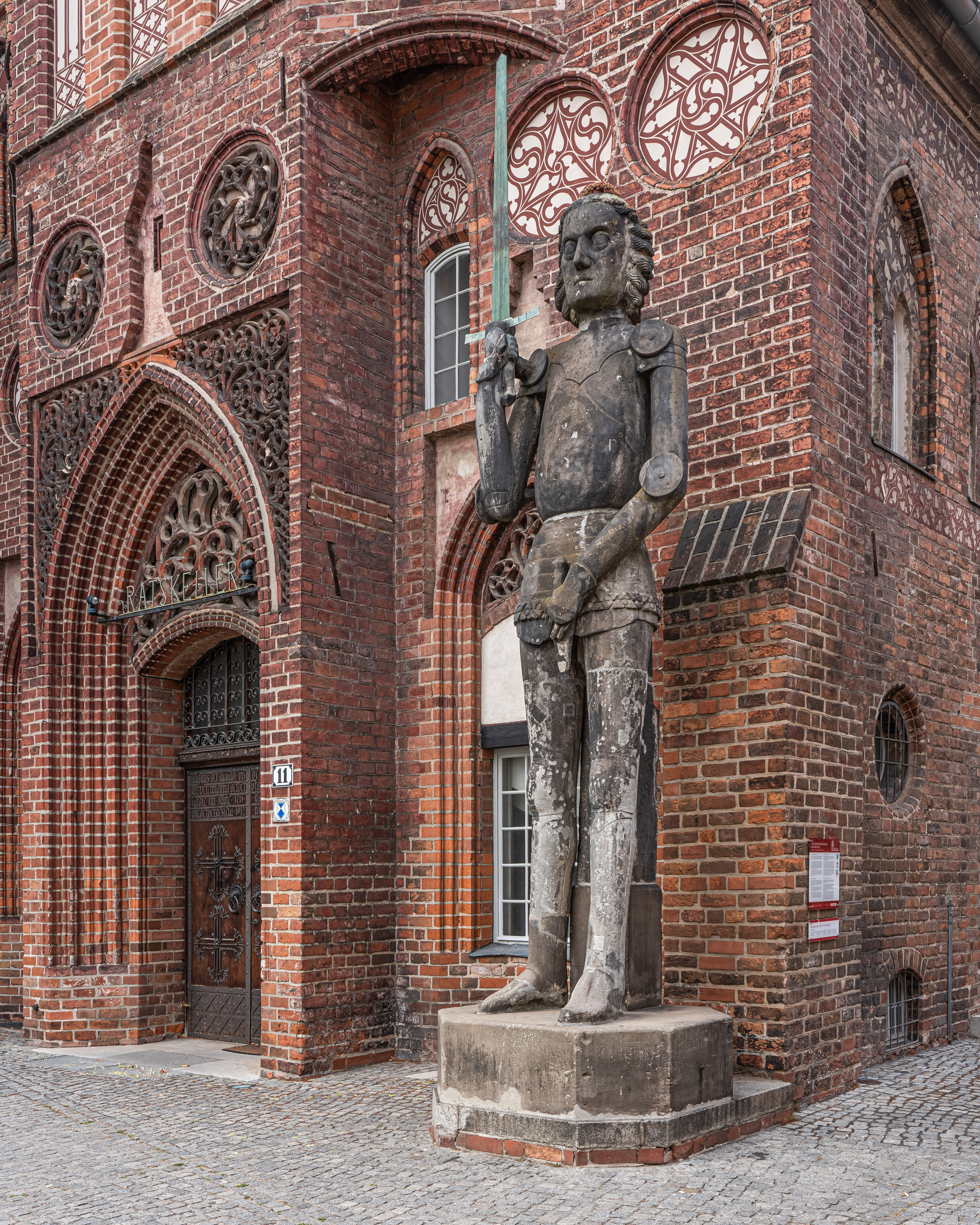
Rolandsstatyn i Brandenburg an der Havel.

Enligt Sellos mångåriga undersökningar ("Vindiciæ Rulandi Bremensis", 1904) skulle Rolandarna ursprungligen vara bilder av konungar som grundare och beskyddare av städernas doms- och marknadsrätt samt övriga friheter. Detta bestrides av Heldmann ("Die Rolandsbilder Deutschlands in dreihundertjähriger forschung und nach den quellen", 1904) och av Jostes ("Roland in schimpf und ernst", 1906), enligt vilka de från början framställde sagohjälten Roland, Karl den stores paladin, som för den senare medeltidens fantasi antagit jättelika mått.
De tyska städernas patricierynglingar brukade offentligt uppföra scener ur de romantiska sagokretsarna; så hölls till exempel i Magdeburg spel med ämnen ur Graalsagan och Artursagan, senare även ur Rolandssagan, och sistnämnda idrottslekar synes ha bestått i bland annat ett slags ringränning med angrepp på en kolossal träfigur, kallad Roland.
Träbilderna ersattes senare av stenstoder (tidigast i Bremen, 1404), och dessa var då inte längre spelfigurer, utan fick värdigheten av att vara städernas frihetsvårdtecken. Vid Rolandsstodens fot ägde också vissa bestraffningar rum.
Fortfarande står Rolandsstoder från 1400-talet kvar i Bremen, Halberstadt, Zerbst, Brandenburg an der Havel och Quedlinburg. Under de följande århundradena restes liknande statyer i en mängd andra städer. Omkring en äldre Rolandsstod i Berlin rör sig handlingen i Ruggiero Leoncavallos opera "Der Roland von Berlin" (1904).